# They Call Me Sirr
They Call Me Sirr (conocida en Brasil como Uma Escolha Difícil) es una película de biografía, drama y deporte de 2001, dirigida por Robert Munic, que a su vez la escribió, musicalizada por Sharon Farber, en la fotografía estuvo David Perrault y los protagonistas son Derwin Jordan, Dexter Bell y Alonso Oyarzun, entre otros. El filme fue realizado por Jon Turtle Productions y Kahn Power Pictures, se estrenó el 1 de noviembre de 2001.

## Sinopsis
Una historia conmovedora que celebra el coraje, la constancia y el talento de Sirr Parker, el jugador de futbol americano estrella de Locke High School que después se fue a jugar a San Diego Chargers y a Cincinnati Bengals.